# Chris Wallace
Christopher Wallace, detto Chris (Chicago, 12 ottobre 1947), è un giornalista e conduttore televisivo statunitense che ha lavorato alla CBS, ABC, NBC, Fox News e ora CNN. Nel 2018 è stato indicato come uno dei conduttori televisivi più fidati d'America. Wallace ha vinto tre Emmy Awards, un Peabody Award, un George Polk Award, il Silver Baton Award della duPont-Columbia University e il premio alla carriera Paul White.

## Biografia
Wallace è nato a Chicago, Illinois, dal reporter della CBS 60 Minutes Mike Wallace e Norma Kaphan. Wallace è ebreo. Si chiamava Christopher perché era nato il giorno del Columbus Day. Aveva un fratello maggiore, Peter (1942–1962), che morì all'età di 19 anni dopo un incidente di alpinismo in Grecia. I suoi genitori divorziarono quando lui aveva un anno; è cresciuto con sua madre e il patrigno Bill Leonard, presidente di CBS News. Leonard gli diede una prima esposizione al giornalismo politico, assumendolo come assistente di Walter Cronkite alla Convention Nazionale Repubblicana del 1964. Wallace non ha sviluppato una relazione con suo padre, Mike, fino all'età di 14 anni. 
Wallace ha frequentato la Hotchkiss School e l'Harvard College. Per primo riportò notizie in onda per WHRB, la stazione radio studentesca di Harvard. Coprì in modo eccellente l'occupazione studentesca della University Hall nel 1969 e fu detenuto a Cambridge dai poliziotti, usando la sua unica telefonata per firmare un rapporto dalla prigione della città di Cambridge dicendo: "Questo è Chris Wallace di WHRB News che riferisce dalla prigione della contea di Middlesex in custodia". 
Dopo la laurea presso l'Università Harvard, lavorò come reporter nazionale per The Boston Globe. Tra il 1975 e il 1988 ha lavorato alla NBC, per poi passara alla ABC, dove ricoprì il ruolo di conduttore al Primetime Thursdaye Nightline tra il 1989 e il 2003. Dal 2003 è passato a Fox News, dove ha intervistato importanti politici come Barack Obama, Donald Trump e il presidente russo Vladimir Putin. 
Wallace è anche noto per il suo ruolo di moderatore durante i dibattiti tra i candidati alle elezioni presidenziali. Ha svolto tale ruolo duranti il dibattito del 2016 tra Donald Trump e l'ex segretario di Stato Hillary Clinton e nel 2020 tra il presidente Trump e l'ex vicepresidente Joe Biden.

## Vita privata
Wallace è stato sposato due volte. Nel 1973 sposò Elizabeth Farrell, dalla quale ha avuto quattro figli: Peter (padre di William, Caroline e James), Megan (madre di Sabine e Livia), Andrew (padre di Jack e Luke) e Catherine. Nel 1997 sposò Lorraine Smothers (nata Martin nel 1959), l'ex moglie di Dick Smothers. Lorraine ha avuto due figli dal suo precedente matrimonio: Sarah Smothers e Remick Smothers. La nuora di Wallace, Jennifer Breheny Wallace, moglie del figlio di Chris Wallace, Peter, è una giornalista e autrice di bestseller. 
Nel 2006, il Washington Post riferì che Wallace era registrato come democratico a Washington e lo era da più di due decenni. Wallace ha detto di averlo fatto per ragioni pragmatiche, in risposta alla preminenza del partito nella politica della città, commentando: "Se vuoi avere voce in capitolo su chi sarà il prossimo sindaco o consigliere, devi votare alle primarie democratiche". Ha sostenuto di aver precedentemente votato per i candidati di entrambi i principali partiti.